# Taillecourt
Taillecourt és un municipi francès situat al departament del Doubs i a la regió de Borgonya - Franc Comtat. L'any 2007 tenia 1.042 habitants.

## Demografia

### Població
El 2007 la població de fet de Taillecourt era de 1.042 persones. Hi havia 445 famílies de les quals 146 eren unipersonals (85 homes vivint sols i 61 dones vivint soles), 154 parelles sense fills, 113 parelles amb fills i 32 famílies monoparentals amb fills.
La població ha evolucionat segons el següent gràfic:
Habitants censats

### Habitatges
El 2007 hi havia 469 habitatges, 452 eren l'habitatge principal de la família, 3 eren segones residències i 15 estaven desocupats. 276 eren cases i 190 eren apartaments. Dels 452 habitatges principals, 344 estaven ocupats pels seus propietaris, 102 estaven llogats i ocupats pels llogaters i 5 estaven cedits a títol gratuït; 9 tenien una cambra, 26 en tenien dues, 83 en tenien tres, 105 en tenien quatre i 228 en tenien cinc o més. 407 habitatges disposaven pel capbaix d'una plaça de pàrquing. A 219 habitatges hi havia un automòbil i a 211 n'hi havia dos o més.

### Piràmide de població
La piràmide de població per edats i sexe el 2009 era:
| Homes | Edats   | Dones |
| ----- | ------- | ----- |
| 0     | 95 o +  | 4     |
| 4     | 90 a 94 | 0     |
| 0     | 85 a 89 | 8     |
| 0     | 80 a 84 | 0     |
| 8     | 75 a 79 | 16    |
| 16    | 70 a 74 | 12    |
| 28    | 65 a 69 | 16    |
| 24    | 60 a 64 | 28    |
| 28    | 55 a 59 | 20    |
| 24    | 50 a 54 | 44    |
| 32    | 45 a 49 | 24    |
| 36    | 40 a 44 | 24    |
| 36    | 35 a 39 | 28    |
| 20    | 30 a 34 | 32    |
| 20    | 25 a 29 | 20    |
| 12    | 20 a 24 | 16    |
| 20    | 15 a 19 | 20    |
| 36    | 10 a 14 | 16    |
| 32    | 5 a 9   | 36    |
| 4     | 0 a 4   | 8     |

## Economia
El 2007 la població en edat de treballar era de 696 persones, 549 eren actives i 147 eren inactives. De les 549 persones actives 503 estaven ocupades (275 homes i 228 dones) i 45 estaven aturades (20 homes i 25 dones). De les 147 persones inactives 59 estaven jubilades, 40 estaven estudiant i 48 estaven classificades com a «altres inactius».

### Ingressos
El 2009 a Taillecourt hi havia 476 unitats fiscals que integraven 1.057 persones, la mediana anual d'ingressos fiscals per persona era de 21.407 €.

### Activitats econòmiques
Dels 53 establiments que hi havia el 2007, 1 era d'una empresa alimentària, 1 d'una empresa de fabricació d'altres productes industrials, 3 d'empreses de construcció, 11 d'empreses de comerç i reparació d'automòbils, 5 d'empreses d'hostatgeria i restauració, 1 d'una empresa d'informació i comunicació, 3 d'empreses financeres, 5 d'empreses immobiliàries, 14 d'empreses de serveis, 4 d'entitats de l'administració pública i 5 d'empreses classificades com a «altres activitats de serveis».
Dels 12 establiments de servei als particulars que hi havia el 2009, 1 era una autoescola, 1 paleta, 7 veterinaris i 3 restaurants.
Dels 5 establiments comercials que hi havia el 2009, 1 era un hipermercat, 1 una botiga de menys de 120 m², 1 una carnisseria, 1 una botiga d'electrodomèstics i 1 una joieria.

## Equipaments sanitaris i escolars
El 2009 hi havia una escola elemental.

## Poblacions més properes
El següent diagrama mostra les poblacions més properes.